# حبيل المقطار (حبيل جبر)

تعديل مصدري - تعديل

حبيل المقطار هي إحدى قرى عزلة حبيل جبر بمديرية حبيل جبر التابعة لمحافظة لحج، بلغ تعداد سكانها 32 نسمة حسب تعداد اليمن لعام 2004.